# 古布達猶太會堂
47°32′13″N 19°02′45″E / 47.536944°N 19.045833°E

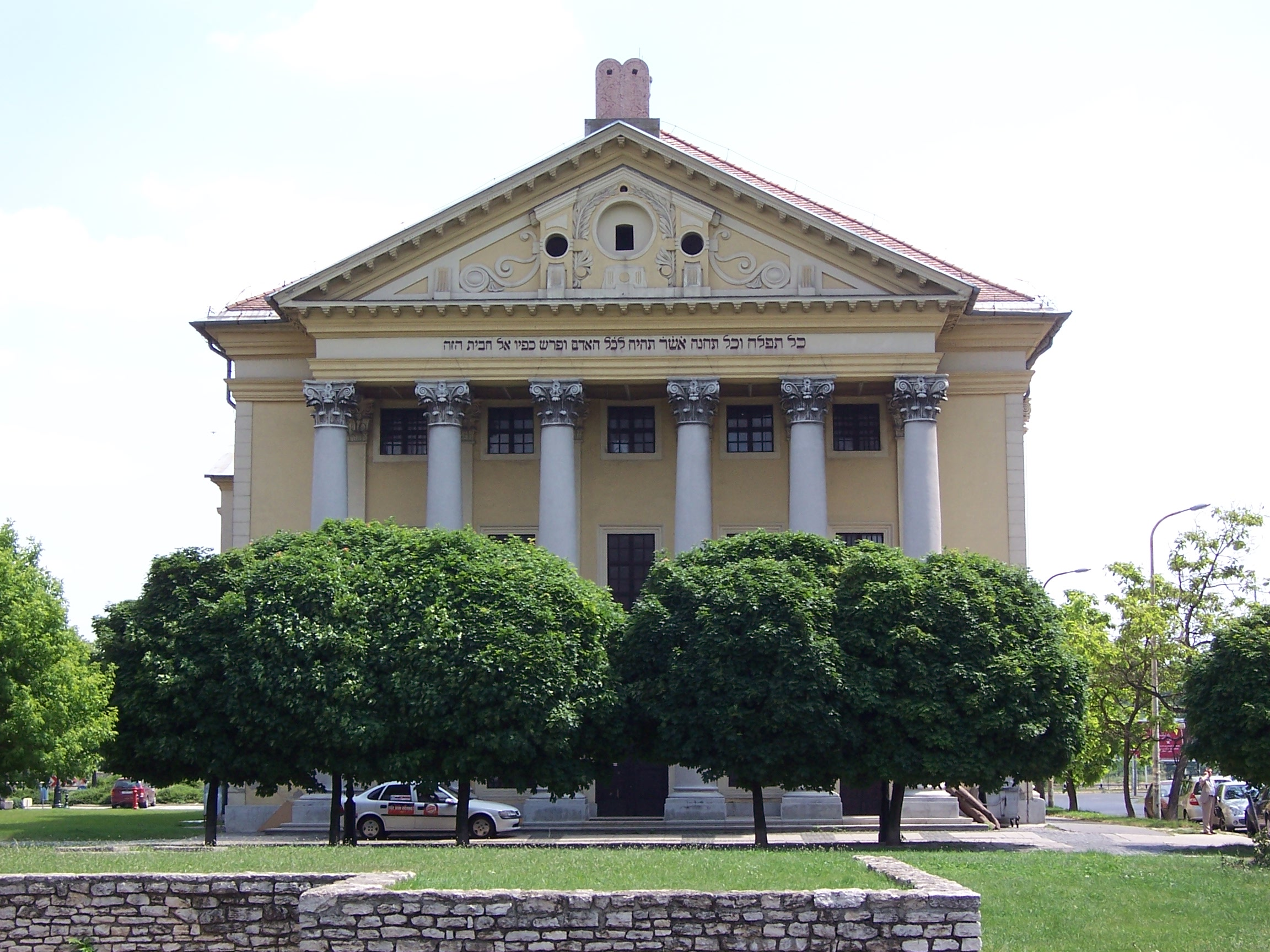
古布達猶太會堂

古布達猶太會堂（Óbuda Synagogue）是匈牙利首都布達佩斯的古布達的一座猶太會堂，修建於1820年。1712年時，猶太人被禁止定居在布達。這裡在1737年修建了第一座猶太會堂。1820年，現在的猶太會堂替代了舊建築。在這座猶太會堂竣工時，古布達擁有匈牙利最大的猶太人社區。